# モントローズ (フリゲート艦)
モントローズ (HMS Montrose) は、イギリス海軍の23型フリゲート。

## 艦歴
1989年11月にクライド海軍基地のヤーロウ・シップビルダーズによって起工され、1992年7月31日に進水し、1994年6月に就役を開始した。
第6フリゲート艦隊の旗艦であったモントローズは、プリマスのデボンポート造船所に拠点を置くデボンポート艦隊の一部になった。 2018年に、バーレーンのイギリス海軍支援施設に前方配備された。
2021年の防衛レビューで、本艦が早期に退役することが発表され、2023年に退役予定。2022年現在、ペルシャ湾で海上治安活動を実施するために配備されている。

### 1994–2000
1994年6月の就役後、フォークランド諸島の警備艦として1996年10月まで運用された後、NATO配備が複数回行われた。

### 2001–2010
2002年の初めに、モントローズはフォークランド諸島に再び展開した。この展開から戻った後、モントローズは2004年1月まで最初の修理を実施した。
2004年10月、モントローズは災によって死傷者を出したカナダの潜水艦シクーティミの救助に派遣された。
モントローズは、2006年前半にイラク戦争におけるテリック作戦でペルシャ湾に配備された。人事異動のために英国に戻った後、2007年1月8日からモントローズは約7か月間として地中海に配備された。
運用海上訓練が行われた後、モントローズは2008年3月12日に再び中東に配備され、アデン湾とアラビア海で運用されている第150合同任務部隊
に参加し、コカイン、ハシシ、アンフェタミン等の違法薬物輸入を取り締まった。
2008年10月3日に帰国し、英国海域で活動した後、2009年初め にロサイスで2度目の修理を開始した。
2010年夏にモントローズはソマリアの海賊対策作戦を実施するためにアラビア海に配備された。

### 2011年–現在
2011年10月、モントローズは再びフォークランド諸島に配備され、2012年3月にペルーを訪問する予定だったが、ペルー政府はアルゼンチンとの関係を鑑みてこれを拒否した。 2012年3月から4月にかけてニューオーリンズとバミューダ諸島を訪問した後、2012年5月に英国に戻った。
2012年9月から11月まで、モントローズは地中海にてフランスとの合同演習に参加した。
2014年、モントローズはノルウェーとデンマークの軍艦とRECSYR作戦を行った。2014年3月にこの作戦が HMS ダイアモンドに引き渡された後、モントローズは帰国した。その後、就役から20年を祝うためにロンドンを訪れた後、モントローズはバルト海に送られた。
船は2014年10月にデボンポートで改修され、2016年に艦隊に再加入する予定だったが、シーセプターミサイルシステムと新しいコマンドシステムの不完全な設置により見送られた。そして2017年、モントローズは2018年に飛行試験のために米国へ送られるクイーンエリザベスを護衛すると発表されました。 2017年7月7日にほぼ3年ぶりに海上公試を開始した。 しかし、モントローズは、クイーンエリザベスの2018年の展開に同行せず、代わりに同型艦のモンマスが同行した。
2018年の夏、モントローズは北海とドーバー海峡で艦隊準備護衛として活動した。その後、バルト海への小規模な配備が行われ、そこでモントローズはスウェーデン海軍とフィンランド海軍と演習を行い、これらの国々との関係の強化に努めました。配備が終わり英国に戻ると、モントローズは南太平洋と極東に配備された。この間、モントローズはチリ、イースター島、ピトケアン島、タヒチ、オークランド、シンガポールを訪れた。
2019年1月10日の日本の安倍晋三首相(当時)との会談で、北朝鮮に対する制裁の一環としてモントローズが太平洋地域に配備されることが取り決められた。
そして、3月9日には東京の晴海ふ頭において一般公開されている。
モントローズは2019年4月にバーレーンに前方配備され、2022年まで留まり、この地域における同盟国と英国の利益を保護するために、海賊対策、麻薬対策、搭乗作戦などの一連の共同保安作戦を実施している。
2019年7月初旬、イギリスとイランの間の緊張が高まる中、モントローズは、イギリスの商業船のホルムズ海峡通過を妨害しようとしていたイスラム革命防衛隊に属すると思われるボートに無線警告を発した。米国当局は、5隻のイランのボートが関与したとした。イランによるイギリスの海運に対する脅威に応えて、2019年7月12日にペルシャ湾にHMSダンカンが加わった(ダンカンは2019年9月ポーツマスに戻った)。 10月12日、アラビア海での操業中にモントローズは麻薬密輸船を捕らえ170キログラムの違法薬物(推定価値100万ドル)を押収した。
2021年3月22日、防衛の統合レビューの一環として、モントローズと同型艦のモンマスが計画よりも早く退役することが発表された。 
2022年には、イランから出航した密輸ボートからミサイルの部品を押収した。イギリス海軍がイランの船から武器を押収するのはこれが初めてだった。
2022年現在モントローズは中東に配備中だが、2022年には英国に戻る予定であり、2023年に退役する予定。